# Konstsim vid olympiska sommarspelen 1988
Konstsim vid olympiska sommarspelen 1988 hölls i Seoul. 

## Medaljsummering
| Gren              | Guld                                  | Silver                              | Brons                             |
| Solo Detaljer...  | Carolyn Waldo Kanada                  | Tracie Ruiz USA                     | Mikako Kotani Japan               |
| Duett Detaljer... | Kanada Michelle Cameron Carolyn Waldo | USA Karen Josephson Sarah Josephson | Japan Mikako Kotani Miyako Tanaka |

## Medaljtabell
| Pl. | Nation | Guld | Silver | Brons | Totalt |
| --- | ------ | ---- | ------ | ----- | ------ |
| 1   | Kanada | 2    | 0      | 0     | 2      |
| 2   | USA    | 0    | 2      | 0     | 2      |
| 3   | Japan  | 0    | 0      | 2     | 2      |